# Purpurata plagiatalis
Purpurata plagiatalis is een vlinder uit de familie van de grasmotten (Crambidae). De wetenschappelijke naam van de soort is voor het eerst gepubliceerd in 1859 door Francis Walker.
De soort komt voor in China, Sri Lanka en Japan.